# Koralóweczka śluzowata

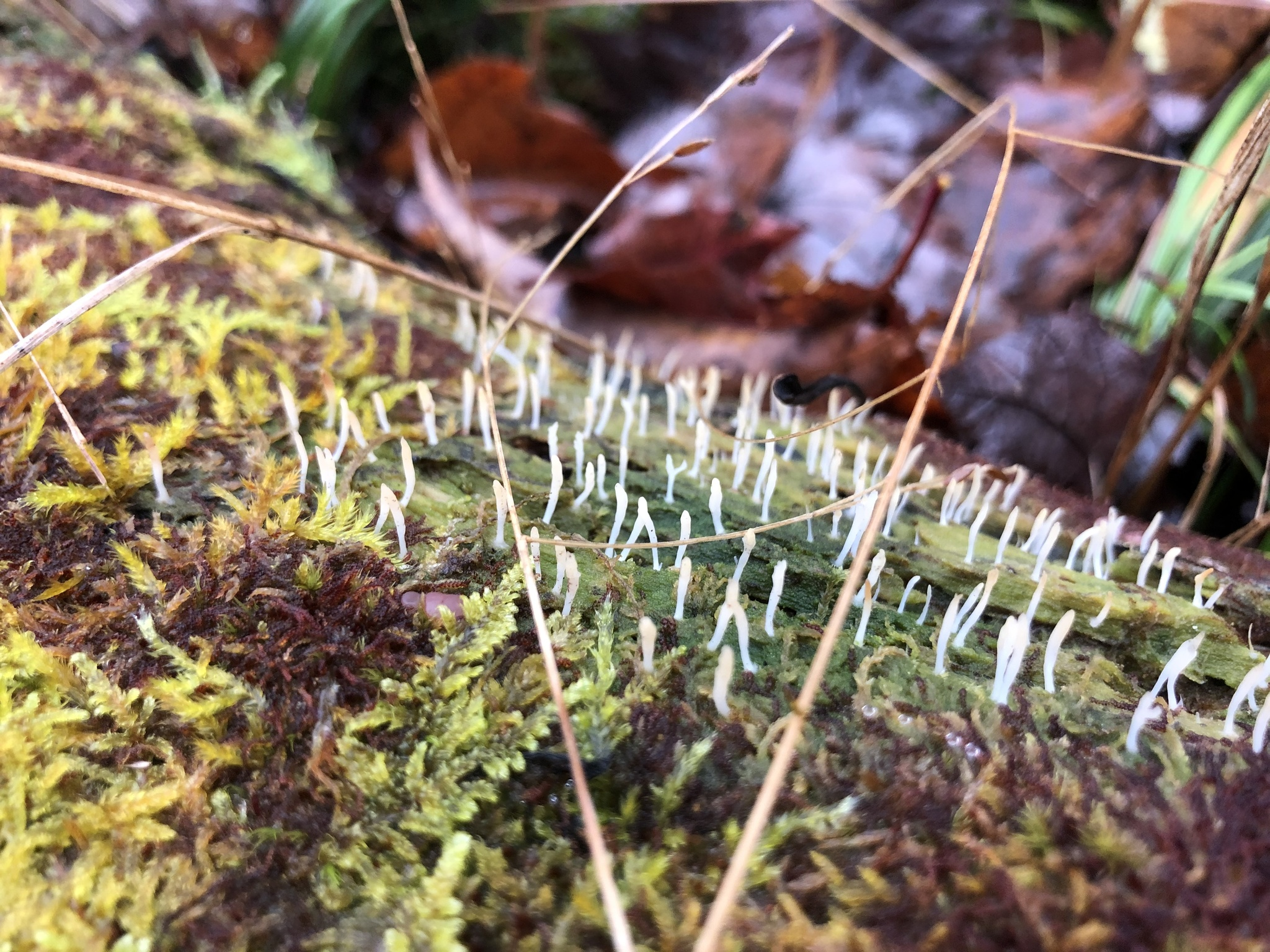

Koralóweczka śluzowata (Multiclavula mucida (Pers.) R.H. Petersen) – gatunek porostów. Jest przedstawicielem nielicznej grupy porostów, u których mykobiontem jest grzyb zaliczany do typu podstawczaków.

## Systematyka i nazewnictwo
Pozycja w klasyfikacji według Index Fungorum: Multiclavula, Hydnaceae, Cantharellales, Incertae sedis, Agaricomycetes, Agaricomycotina, Basidiomycota, Fungi.
Po raz pierwszy takson ten zdiagnozował w 1797 r. Christiaan Hendrik Persoon, nadając mu nazwę Clavaria mucida. Obecną, uznaną przez Index Fungorum nazwę nadał mu w 1867 r. Ronald H. Petersen.
Synonimy:

- Calocera mucida (Pers.) Wettst. 1886
- Clavaria mucida Pers. 1797
- Clavaria mucida var. rosea Bres. 1916
- Lentaria mucida (Pers.) Corner 1950
- Lentaria mucida var. hexaspora Geitler 1965
- Pistillaria mucida (Pers.) Costantin & L.M. Dufour 1891
- Stichoclavaria mucida (Pers.) Paechn. 1987
- Typhula mucida (Pers.) Fr. 1827[2].

Dawne nazwy polskie: goździec pleśniowy (Franciszek Błoński 1896), goździeniec pleśniowy (Stanisław Chełchowski 1898), wieloróżka śluzowata (J. Nowak i Z.Tobolewski 1975). Władysław Wojewoda w 1983 r. zaproponował nazwę koralóweczka śluzowata, dla naukowej nazwy Lentaria mucida. Takson ten jest jednak obecnie synonimem, nazwa zaproponowana przez W. Wojewodę jest więc niespójna z aktualną nazwą naukową.

## Morfologia
Owocnik
Tworzy smukłe owocniki o maczugowatym kształcie i wymiarach 5–17 × 1–2(3) mm. Przeważnie są pojedyncze, rzadko rozgałęzione. Mają barwę od białej do kremowej, starsze owocniki czasem mają różowawy odcień. Na szczycie są przeważnie ciemniejsze. Owocnik wyrasta z delikatnej plechy pierwotnej tworzącej na powierzchni pnia cienką warstewkę złożoną z białych strzępek grzyba i zielonych glonów z rodzaju Coccomyxa.
Zarodniki
Cienkościenne, o kształcie od cylindrycznego do lekko nerkowatego i wymiarach 5,0–6,8 × 2,2–2,9 µm.

## Występowanie i siedlisko
Znane jest występowanie Multiclavula mucida na wszystkich kontynentach poza Afryką i Antarktydą. W Polsce do 2003 r. podano cztery stanowiska, niektóre dawne. W 2016 r. dwa nowe stanowiska podano w Bieszczadzkim Parku Narodowym. Aktualne stanowiska podaje także internetowy atlas grzybów.
Multiclavula mucida występuje na butwiejącym, wilgotnym drewnie. Uważany jest za gatunek wskaźnikowy lasów naturalnych.